# Sigmund Freudenberger

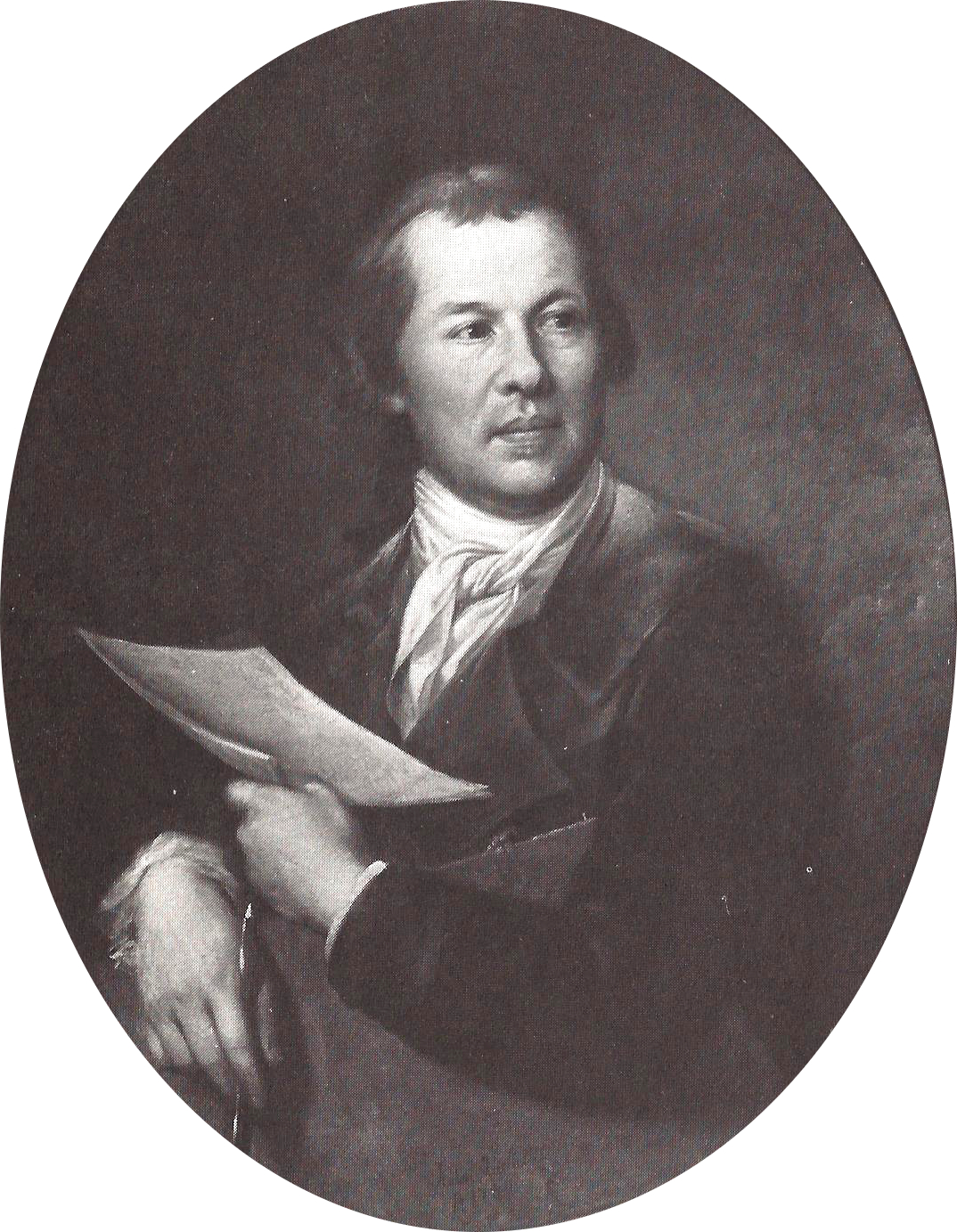
Sigmund Freudenberger, Bildnis von Anton Hickel (1786)

Sigmund Freudenberger (* 16. Juni 1745 in Bern; † 15. November 1801 in Bern) war ein Schweizer Maler.

## Leben
Sigmund Freudenberger wurde 1745 als Sohn des Berner Advokaten Gottlieb Sigmund Freudenberger geboren. Eine erste künstlerische Ausbildung erhielt er bei Emanuel Handmann in Bern. Er war ein Neffe des dilettierenden Grafikers Johann Ludwig Nöthiger. Zusammen mit Adrian Zingg setzte er seine Ausbildung von 1765 bis 1773 in Paris fort, wo er sich mit François Boucher, Jean-Baptiste Greuze, Noël Hallé, Alexander Roslin und Johann Georg Wille bekannt machte.
Zurück in Bern, liess sich Freudenberger als Porträtist und Genremaler in Öl und Pastell im Stil Lancrets und Watteaus nieder. Zudem gründete er in Bern eine private Kunstakademie. Ab 1778 dazu privilegiert, verlegte er sich erfolgreich auf gouachierte Umrissradierungen mit inszenierten Ereignissen aus dem Schweizer Landleben. Dabei orientierte er sich so weit am Pariser Geschmack, dass man ihm im Journal des Luxus und der Moden vorhielt, er habe Bouchers Mädchen in die Kleider des Oberhasli gesteckt.
Ab 1780 lebte und arbeitete der später als Katzen-Raffael bekannte Inselbegabte Gottfried Mind bei ihm. Freudenberger, der zuletzt einen Schlaganfall erlitten hatte, starb 1801 in Bern.